# 丹尼爾·貝利
丹尼爾·貝利（1986年9月9日—）是一名安提瓜和巴布達田徑運動員，曾代表國家參加2004年雅典奧運、2008年北京奧運、2012年倫敦奧運和2016年里約奧運。四次參賽均未獲得獎牌。

## 外部連結
- 丹尼爾·貝利在的頁面